# 32-й Вирджинский пехотный полк
32-й Вирджинский добровольческий пехотный полк (32nd Virginia Volonteer Infantry Regiment) — пехотный полк, набранный на территории Вирджинского полуострова во время Гражданской войны в США. Он сражался в основном в составе Северовирджинской армии.
32-й Вирджинский был сформирован в мае 1861 года из батальонов Монтагю и Гоггина. Его роты были набраны в Хэмптоне, Уильямсберге, в округах Уорвик, Джеймс-Сити и Йорк. Первым командиром полка стал Бенжамен Юэлл, брат генерала Ричарда Юэлла.

## Боевой путь
После реорганизации в мае 1862 года полк состоял из семи рот. Он был включён в состав бригады Пола Семса и участвовал в Семидневной битве. Он потерял 1 человека раненым при Саваж-Стейшен, и 2 убитыми и 4 ранеными при Малверн-Хилл.
В ходе мерилендской кампании полк числился в дивизии Мак-Лоуза и участвовал в атаке этой дивизии при Энтитеме, где потерял 72 человека из 158-ми. После Энтитема бригады были переформированы и 32-й вирджинский попал в состав вирджинской бригады Монтгомери Корсе.